# María Pérez (judo)
Pour les articles homonymes, voir María Pérez et Pérez.
María Pérez Díaz, née le 1er avril 1989, est une judokate portoricaine. 

## Carrière
Elle est médaillée de bronze aux Jeux panaméricains de 2007 et aux Championnats panaméricains de judo 2014 et 2016 dans la catégorie des moins de 70 kg.
En 2017, elle remporte la médaille d'argent lors des championnats du monde dans la catégorie des moins de 70 kg à Budapest, perdant en finale face à la Japonaise Chizuru Arai.

## Palmarès

### Compétitions internationales
| Année | Compétition                | Lieu        | Résultat | Catégorie      |
| ----- | -------------------------- | ----------- | -------- | -------------- |
| 2011  | Jeux panaméricains         | Guadalajara | 3e       | Moins de 70 kg |
| 2014  | Championnats panaméricains | Guayaquil   | 3e       | Moins de 70 kg |
| 2016  | Championnats panaméricains | La Havane   | 3e       | Moins de 70 kg |
| 2017  | Championnats du monde      | Budapest    | 2e       | Moins de 70 kg |
| 2019  | Championnats panaméricains | Lima        | 1re      | Moins de 70 kg |
| 2019  | Jeux panaméricains         | Lima        | 3e       | Moins de 70 kg |
| 2020  | Championnats panaméricains | Guadalajara | 2e       | Moins de 70 kg |